# مدرسه شادبختیه
مدرسه شادبختیه (عربی: المدرسة الشاذبختیة) مدرسه تاریخی مربوطه به قرن دوازدهم در حلب، سوریه است.